# Богораз, Николай Алексеевич
Никола́й Алексе́евич Богора́з (до крещения — Генрих Менделевич (Максимилианович, Максимович) Богораз; 1 [13] февраля 1874, Таганрог — 15 июля 1952, Москва) — русский и советский хирург, уролог, профессор, заслуженный деятель науки РСФСР, лауреат Сталинской премии 1 степени. Пионер фаллопластики и имплантационной хирургии полового члена. Брат этнографа В. Г. Богораза.

## Биография
Родился 1 (13) февраля 1874 года в Таганроге, в семье учителя Менделя (Максимилиана Марковича) Богораза, из овруческой раввинской семьи, и Анны Абрамовны Богораз, из купеческой семьи городка Бар Подольской губернии. 4
Брат революционеров Владимира Германовича Богораза и Прасковьи Богораз.
Два года учился в Таганрогской классической мужской гимназии, затем — пять лет во 2-й Тифлисской гимназии, которую окончил в 1892 году с золотой медалью. В 1897 году окончил с золотой медалью Петербургскую военно-медицинскую академию и получил степень «лекаря с отличием». В годы учёбы был членом социал-демократического кружка студентов академии; был арестован «по ошибке» 9 декабря 1895 года (освобождён после следствия 26 января 1896 года). Принял участие в создании и редактировании газеты «Рабочая мысль», в которой публиковался начиная с первого номера (1897).
С 1898 года служил младшим врачом 112-го пехотного Уральского полка. 3 апреля того же года повторно арестован в Ковно для дознания по делу Колпинского марксистского кружка и Союза борьбы за освобождение рабочего класса; освобождён 29 сентября (под надзором полиции сроком на год с 26 мая 1899 года). С 1903 года служил врачом на станции Елисаветполь Закавказской железной дороги. В 1906 году находился в розыске как привлечённый по делу о революционной организации на станции Елисаветполь (в округе Тифлисской судебной палаты). С 1907 года — старший врач приказа общественного призрения в Томске. С 1910 года — приват-доцент Томского университета, где сконцентрировался на урологии. В 1912 году описал технику артериовенозного анастомоза при гангрене нижних конечностей.
Будучи профессором Варшавского университета, в 1918 году вместе с факультетской кафедрой хирургии Николай Богораз переехал в Ростов-на-Дону, где был назначен профессором кафедры хирургии Северо-Кавказского государственного университета.
В сентябре 1920 года, в Ростове-на-Дону, спеша из своей клиники в красноармейский госпиталь, Н. А. Богораз сорвался с подножки трамвая и попал под его колёса. Потеряв обе ноги, Н. А. Богораз не скончался от потери крови по счастливой случайности — рядом оказался профессор Н. В. Парийский, который смог оказать ему первую помощь.
В 1936 году впервые описал методику полной фаллопластики с использованием рёберного хряща, с восстановлением коитальной функции.
С 1943 года работает заведующим кафедрой 2-го Московского медицинского института и одновременно — ведущим хирургом Главного Военного госпиталя им. Н. Н. Бурденко.
Умер 15 июля 1952 года в Москве. Похоронен на Введенском кладбище (уч. 3).

## Монографии
- Травматические повреждения сердца с клинической точки зрения. Известия Императорского Томского университета, 1910.
- К хирургии пищевода. Известия Императорского Томского университета, 1911.
- Отчёт о заграничной командировке: ноябрь—февраль 1910—1911 года. Известия Императорского Томского университета, 1911.
- Das Trauma in der landwirtschaftlichen Arbeit und die erste Hilfe dabei. Книгоцентр, 1935.
- Восстановительная хирургия. Ростовское областное книгоиздательство, 1940.

## Награды и звания
- Орден Ленина (11 мая 1944) — за плодотворную деятельность в области хирургии, в связи с 70-летием со дня рождения и 45-летием научной деятельности
- Орден Трудового Красного Знамени
- Лауреат Сталинской премии первой степени
- Заслуженный деятель науки РСФСР
- Заслуженный деятель науки Узбекской ССР

## Семья
Братья:
- Владимир Германович Богораз (до крещения — Натан Менделевич Богораз; 1865—1936), народоволец, этнограф.
- Лазарь Максимилианович Богораз (Сергей Максимович Губкин, 1868—?), участник народовольческого кружка в Казани, врач (эмигрировал во Францию).
- Александр Максимилианович (Максимович, Алексеевич) Богораз (1877—?), народоволец, врач.

Сестра:
- Прасковья Фёдоровна (Перл Максимовна) Богораз (в замужестве Шебалина, 1860—1884), народоволец, вместе с мужем проходила по «Процессу 14» в Киеве.
- Двоюродный брат — экономист и мемуарист Иосиф Аронович Богораз (1896—1985), отец правозащитницы Л. И. Богораз.

## Память
- В 1960 году на экраны вышел художественный фильм «И снова утро» (режиссёр Геннадий Казанский), прототипом главного героя в котором послужил Николай Богораз[11].
- На здании Ростовского медицинского института установлена посвящённая Н. А. Богоразу мемориальная доска.
- В медицинской терминологии существует понятие «Операция Богораза-Крестовского»: хирургическая операция наложения анастомоза между верхней брыжеечной и нижней полой веной при портальной гипертензии.